# Alternatiba (mouvement écologiste)
Pour les articles homonymes, voir Alternatiba.
Alternatiba (« Alternative », en basque) est un mouvement citoyen de mobilisation sur le dérèglement climatique.
Alternatiba utilise plusieurs modes de mobilisation différents : des villages des alternatives, les Camps Climat, le Tour Alternatiba, pour valoriser et impulser les alternatives locales, ou encore des actions non-violentes et de désobéissance civile.

## Historique

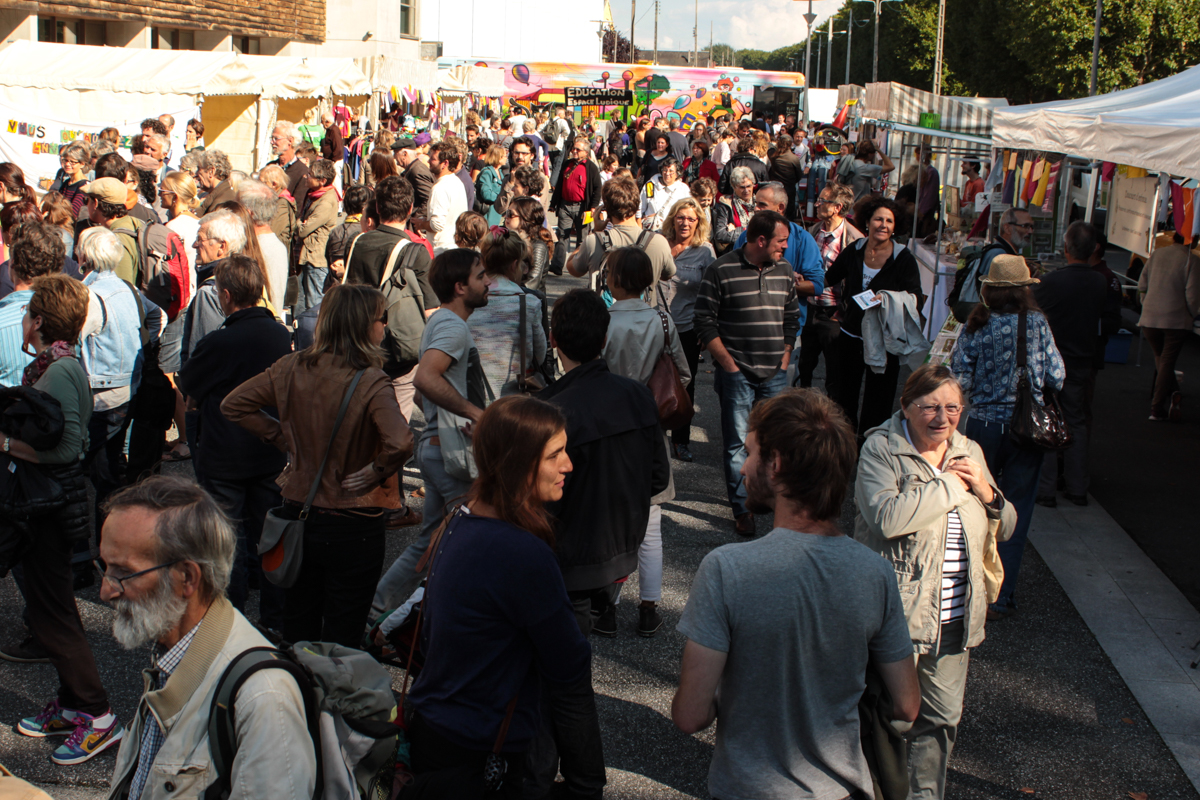
Vue de l'édition 2015 d'Alternatiba à Caen.

### Premier village des alternatives
En septembre 2010, l'organisation écologiste basque Bizi ! annonce à la presse le premier projet d'un village écologique à Bayonne pour célébrer une « journée d'appel international contre le réchauffement climatique » avec le patronage de la militante altermondialiste Susan George. Ce projet vise à réunir « des exemples d'actions quotidiennes pour lutter contre le réchauffement climatique ». Le premier « Alternatiba, village des alternatives » se déroule à Bayonne les 5 et 6 octobre 2013 et accueille plus de 12 000 visiteurs.
Ce premier village comprend de nombreuses conférences, des stands, des ateliers, des animations réparties en une quinzaine d'espaces thématiques. L’événement reçoit le soutien de « 90 organisations – citons en vrac la Fédération syndicale unitaire (FSU), les Amis de la Terre, Greenpeace, SUD solidaires, Attac, Biocoop ou encore la Fondation Nicolas-Hulot pour la nature et l'homme [et a] mobilis[é] un millier de bénévoles »,. Il est parrainé par le militant politique Stéphane Hessel dès décembre 2012, puis par Christiane Hessel après le décès de son mari. Celle-ci conclu l'événement par un discours appelant à la construction d'autres Alternatiba ailleurs dans le monde.

Considérant la conférence de Copenhague de 2009 sur les changements climatiques comme un échec, le mouvement déclare l’intention de créer une mobilisation auprès des citoyens européens en les poussant à s’investir dans des initiatives telles que l'éco-habitat, les circuits courts, l'énergie renouvelable, l'agriculture biologique, la monnaie locale L'objectif promu par l'association fondée à ce moment-là est de ne pas attendre le changement de la part des organisations gouvernementales mondiales ou européennes, mais de l'initier à un niveau local.

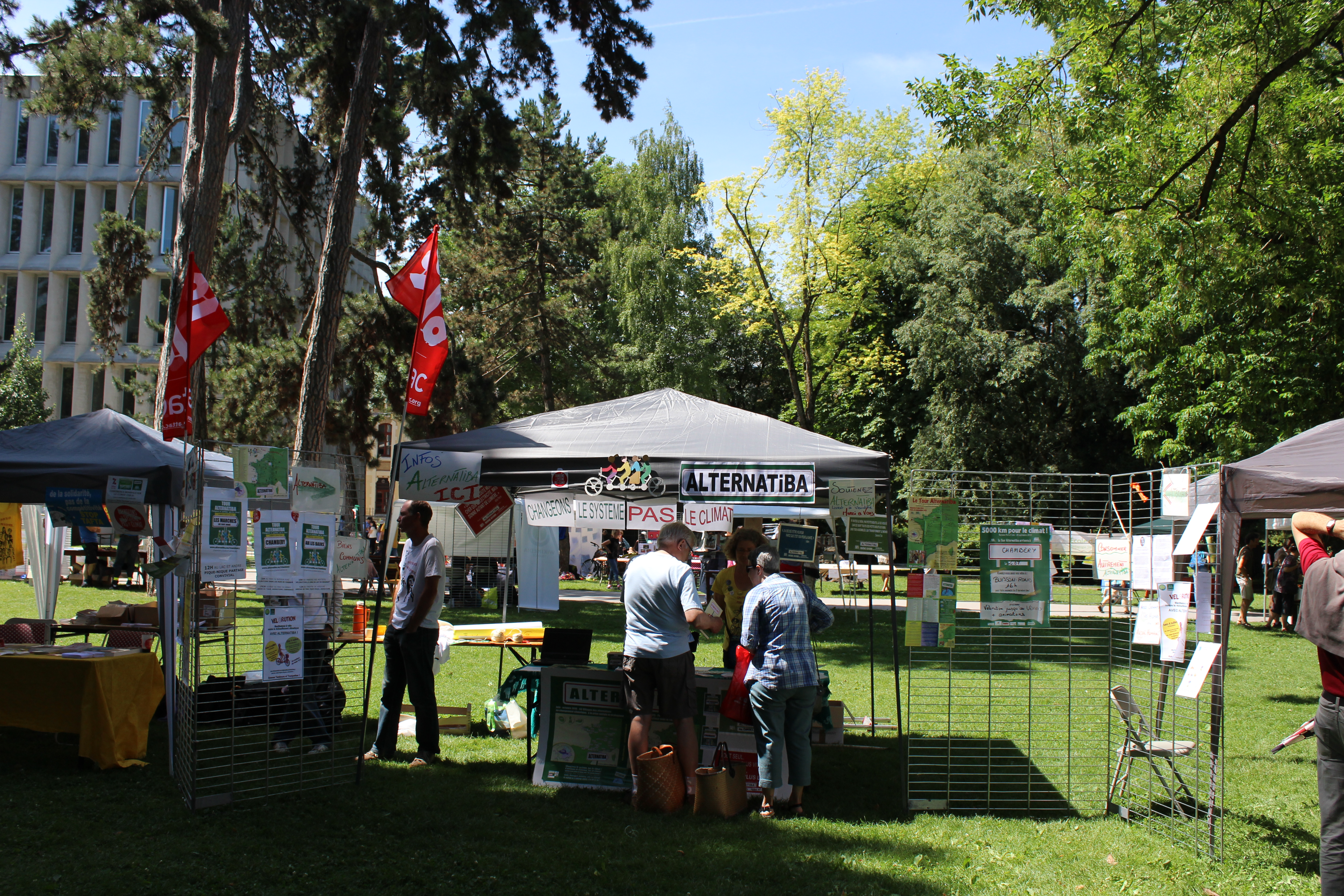
Stand Alternatiba à Chambéry, Ecofestiv' Alternatiba 2015.

### Construction d'autres Alternatiba
À la suite de l'appel terminant le premier événement, d'autres collectifs Alternatiba sont constitués en 2013, notamment à Paris, puis Bruxelles, Bilbao. La coordination européenne des collectifs Alternatiba est fondée le 22 février 2014.

En 2018, des groupes sont actifs hors d'Europe à Haïti,, en République Démocratique du Congo et au Sénégal.

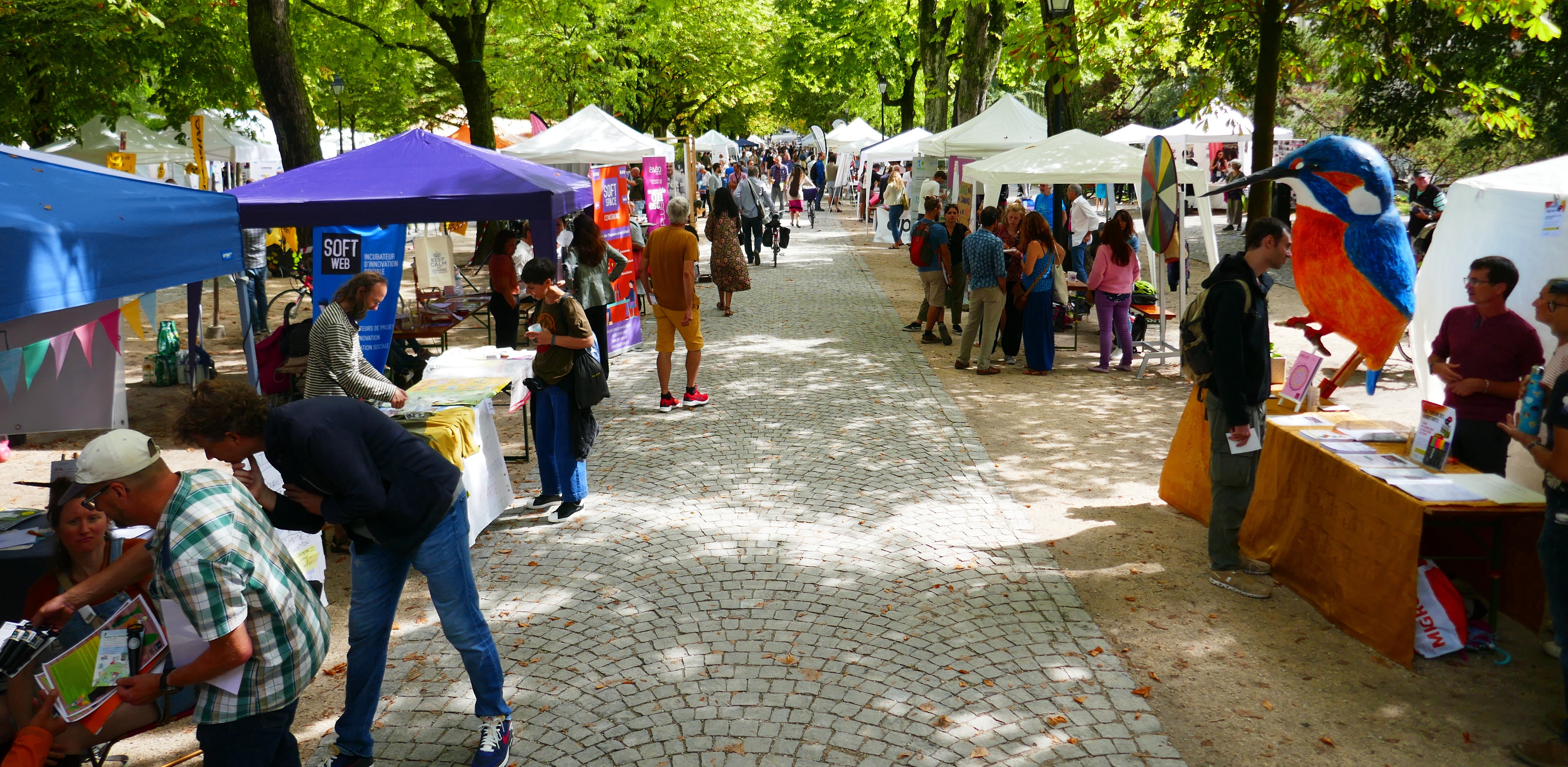
Alternatiba Léman à Genève, 2022.

Après l'organisation d'ateliers formant aux actions de désobéissance civile en septembre 2022 avec le soutien de la Ville et l’agglomération de Poitiers à hauteur de 15 000 euros à l’association, le préfet de la Vienne dépose deux recours devant le tribunal administratif de Poitiers pour réclamer l’annulation des subventions accordées par les deux collectivités locales. La justice donne raison en novembre 2023 à la ville et au Grand Poitiers.
En avril 2024, les antennes locales de Paris, Lyon et Montpellier se scindent et fondent Action Justice Climat (AJC) qui a une vocation à embrasser des thèmes plus larges.

## Méthodes et moyens
L'expérience accumulée par Bizi ! à Bayonne lors de la construction du premier Alternatiba, laquelle avait été formalisée dans un kit méthodologique, s'est traduite dans les méthodes d'organisation très voisines des différents collectifs Alternatiba[réf. nécessaire].

## Tour Alternatiba

### Tour Alternatiba 2015

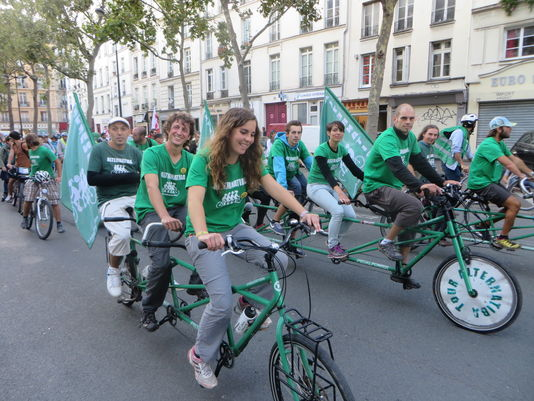
Tour Alternatiba à Paris le 26 septembre 2015.

Au cours de l'été 2015, Alternatiba lance une manifestation à vélo, le Tour Alternatiba. Il est effectué par des équipages en vélos tandem de 3 et 4 places pour symboliser la transition écologique, la solidarité et l’effort collectif. Partis de Bayonne, ils sont accompagnés de cyclistes lors de chaque arrivée d'étape, et traversent 6 pays d'Europe, soit un périple de 5 000 km. La manifestation est accompagnée d'évènements locaux pour populariser les diverses initiatives d'Alternatiba et d'associations partenaires dans les villes participant au mouvement, et continuer la mise en avant d'alternatives concrètes réalisables dès aujourd'hui.
Il s'est conclu en Île-de-France par une vélorution rassemblant 1 500 cyclistes jusqu'à la place de la République, où s'est tenu l'événement Alternatiba Paris.
Un documentaire relate cette manifestation : Irrintzina.

#### Difficultés
Malgré le refus de la Mairie de Marseille, le tour arrive à Marseille, sans encombre, et fait étape dans la ville, en coordination avec le démarrage de l'Alternatiba local, « Alternabaioli », pourtant interdit par la municipalité. Inversement, l'hebdomadaire Télérama note que : 

« À Grenoble, où les triplettes ont fait halte le 2 juillet, c'est au contraire avec le sourire complice du maire écolo Eric Piolle qu'elles ont été reçues. »

Le 20 juillet 2015, après avoir parcouru 2 300 km, alors que les cyclistes arrivaient près de Fribourg-en-Brisgau en Allemagne, la police allemande exige, sous peine d’arrestation, le contrôle d’identité de toutes les personnes présentes sur le lieu.

Alternatiba Paris, Place de la République, 27 septembre 2015
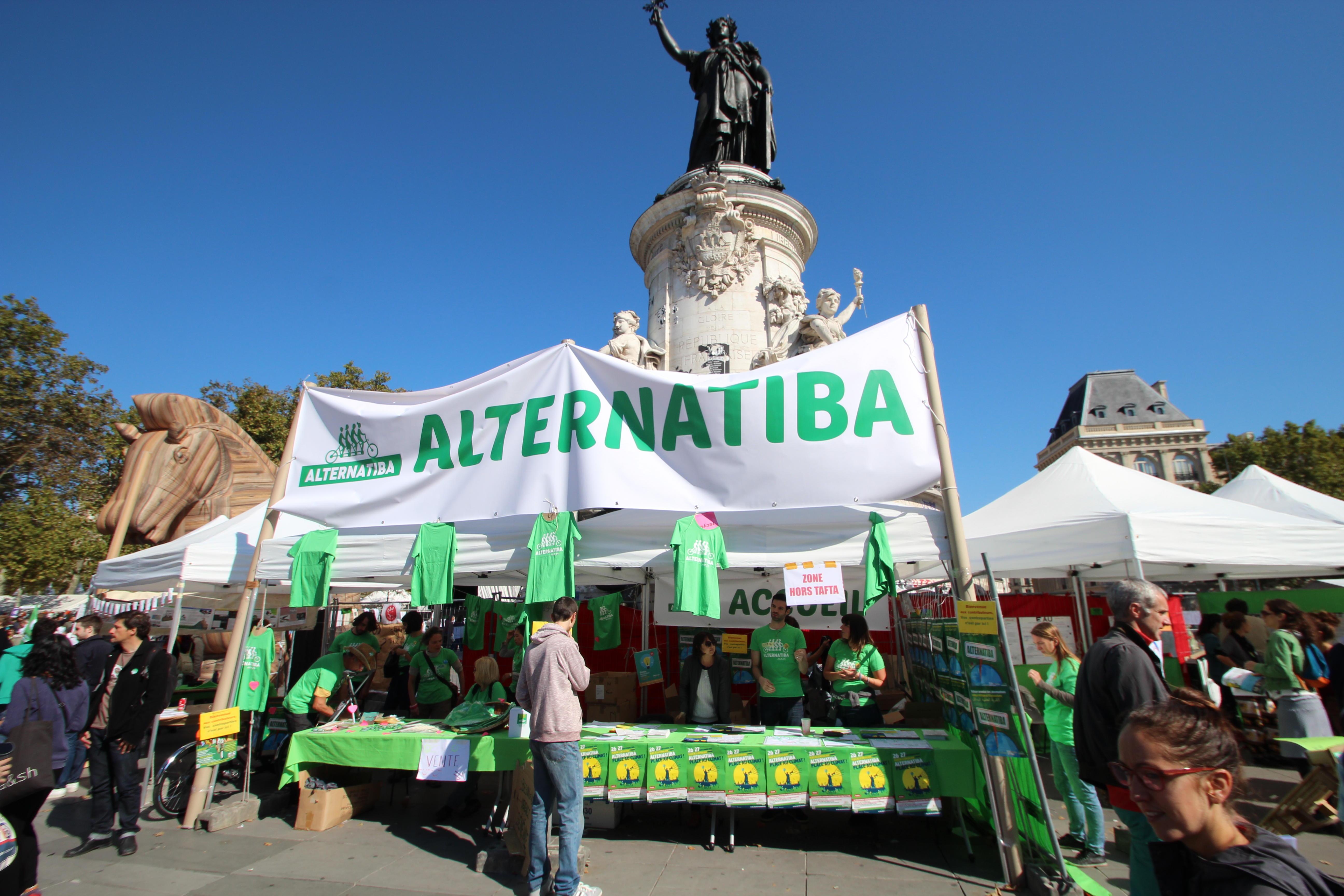
L'accueil au pied de la statue Place de la République.
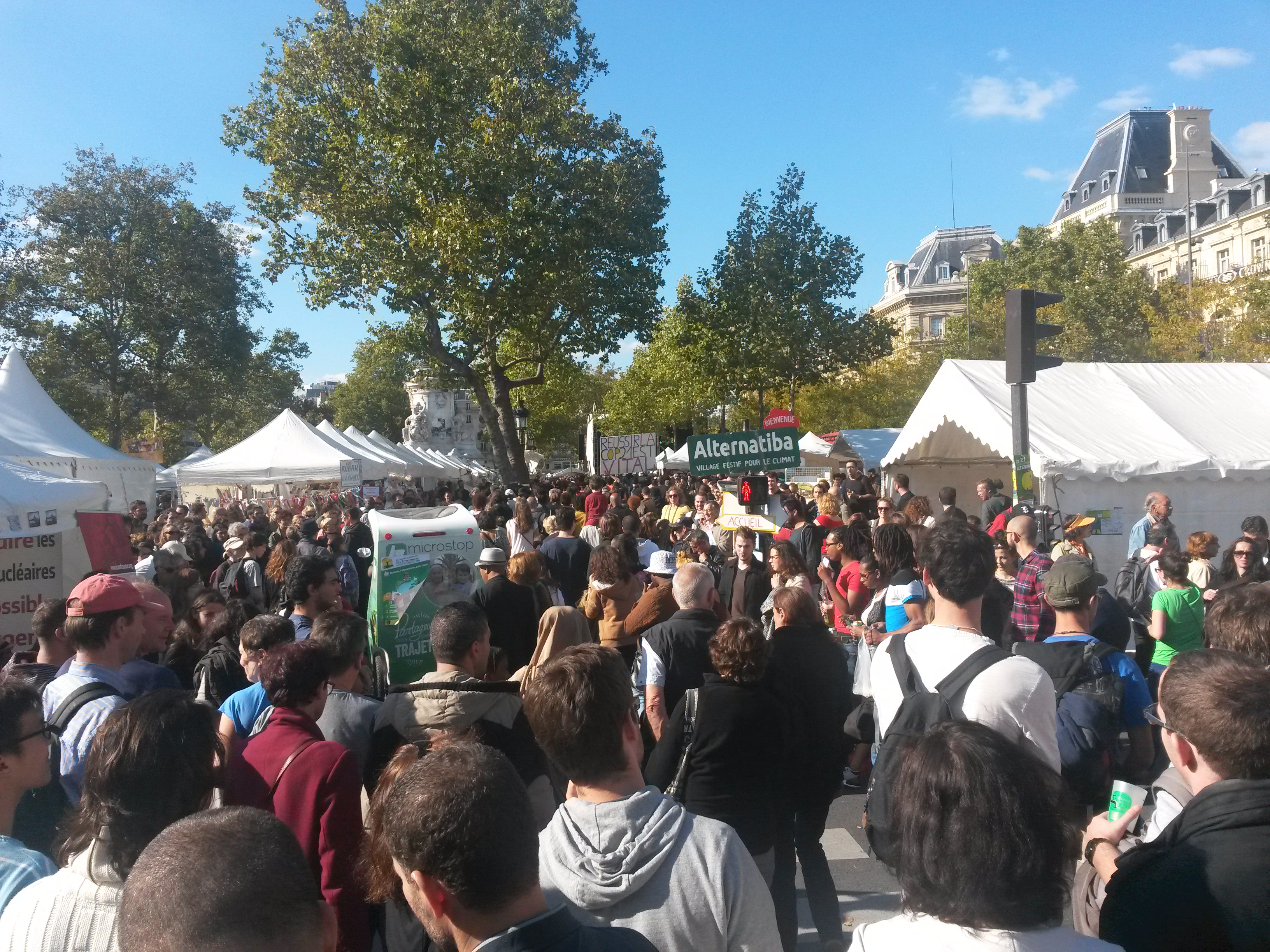
Les visiteurs et les stands.
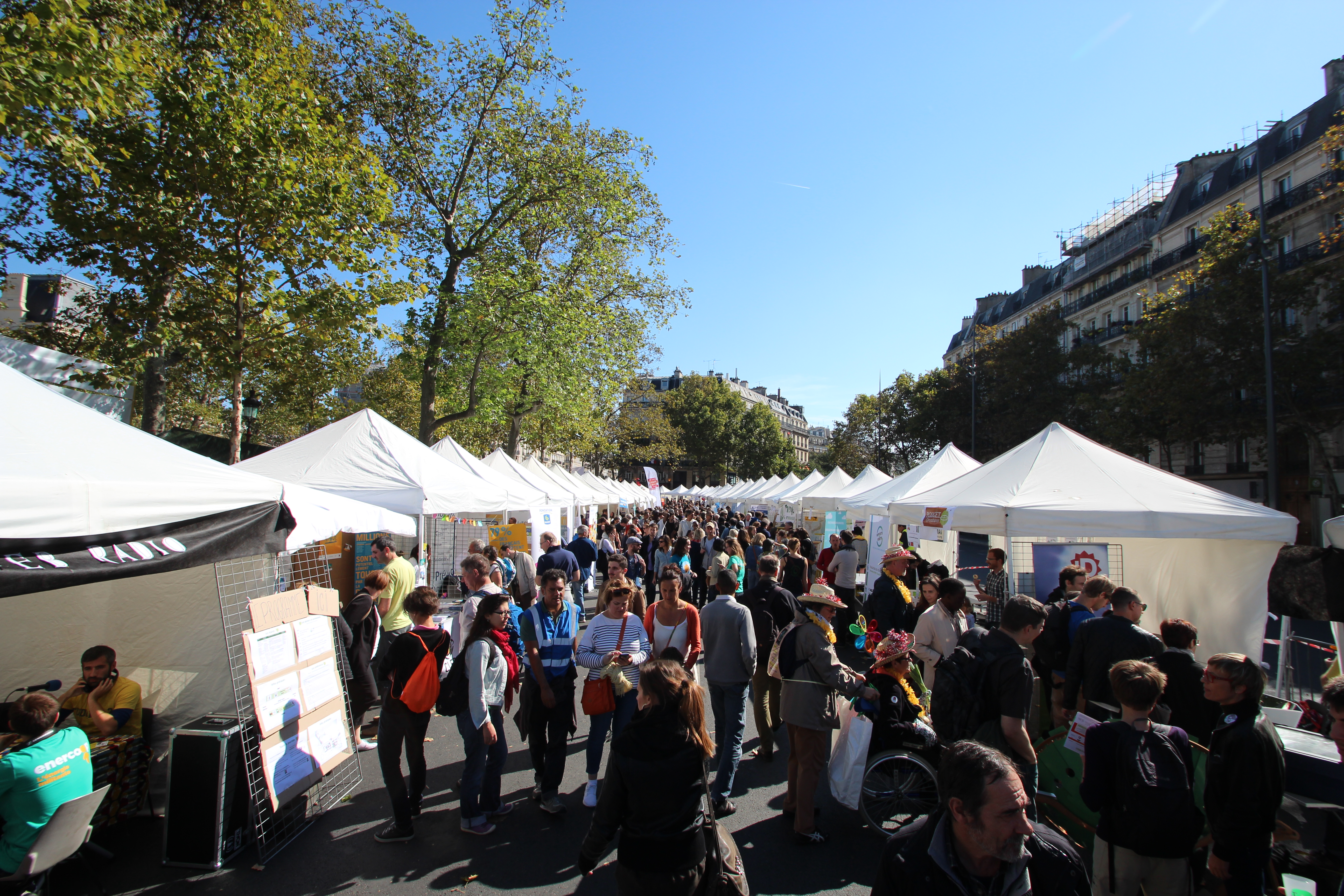
Le Village.
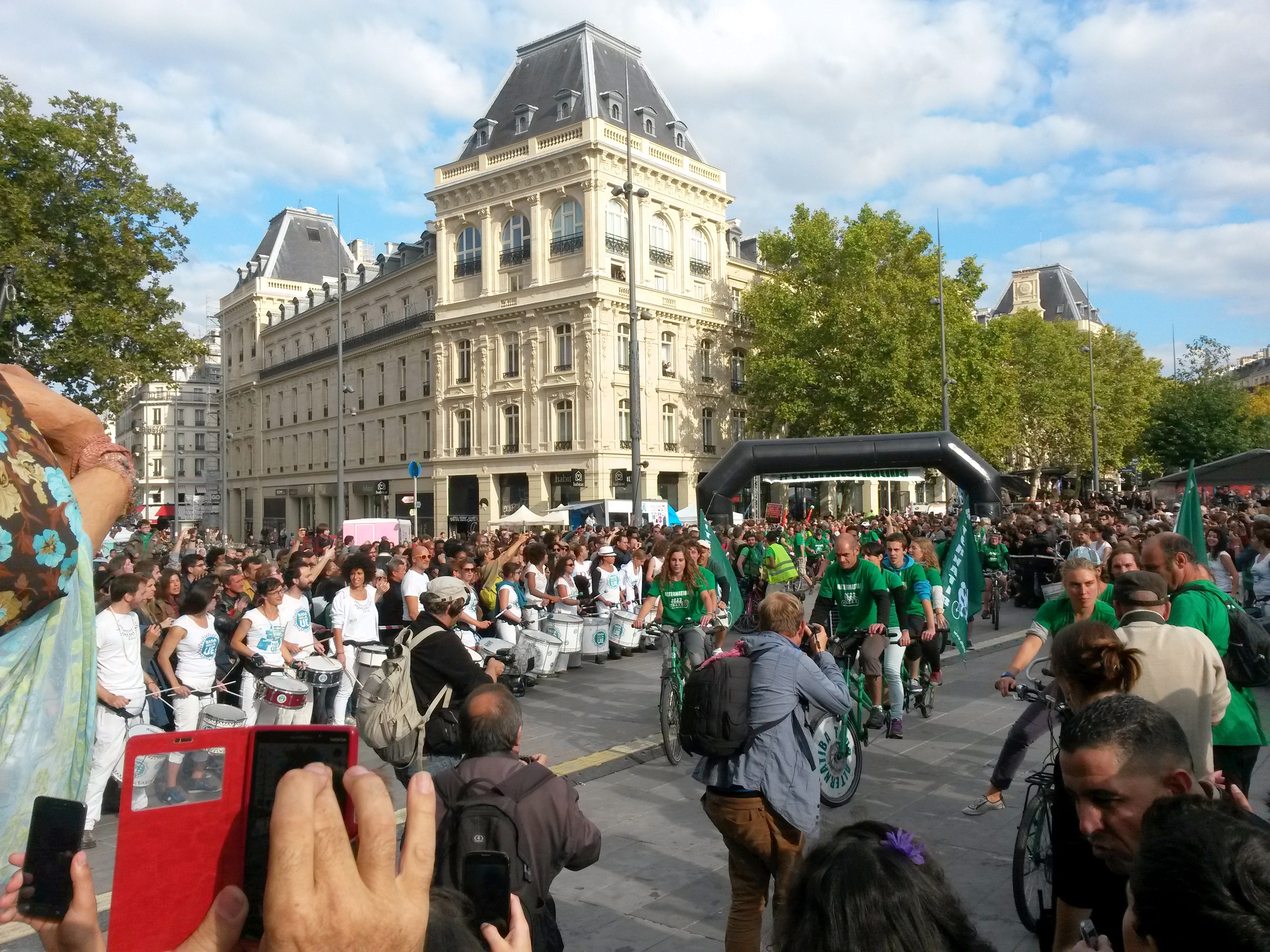
L'arrivée du Tour Alternatiba à Paris.
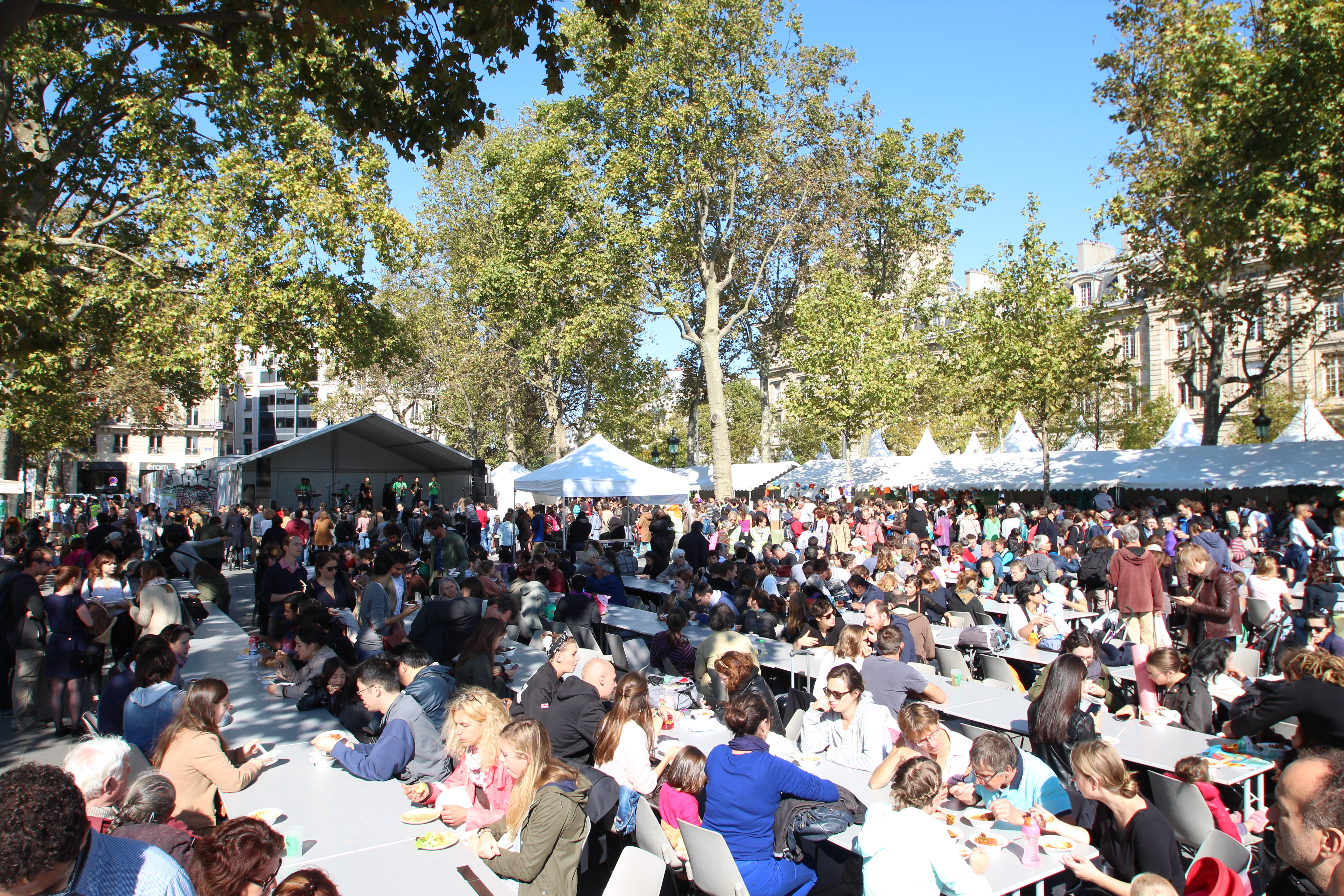
Le banquet des 5000.
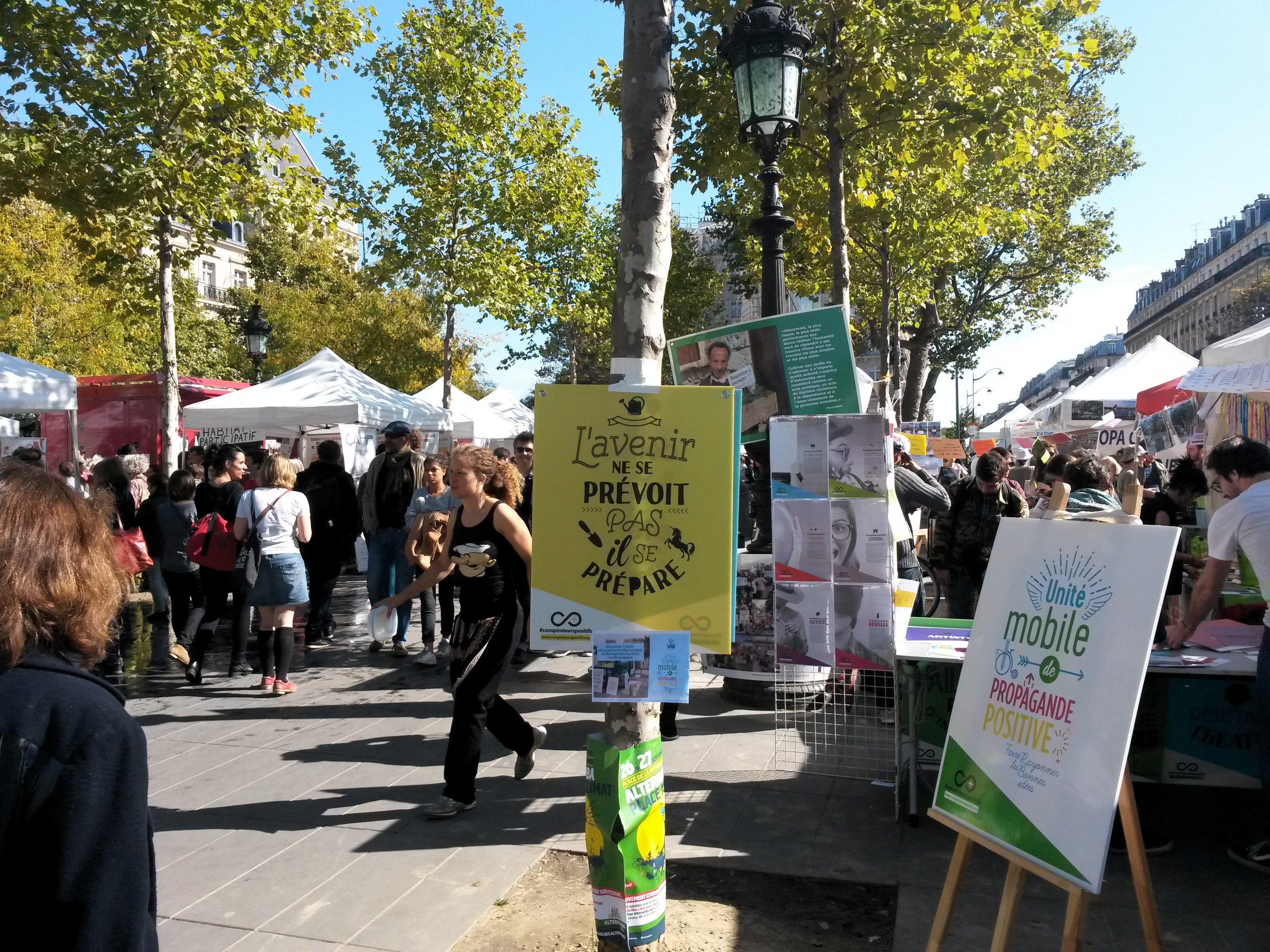
Un slogan des Conspirateurs Positifs, Alternatiba Paris.

Alternatiba Lyon, Berges du Rhône, 10 octobre 2015
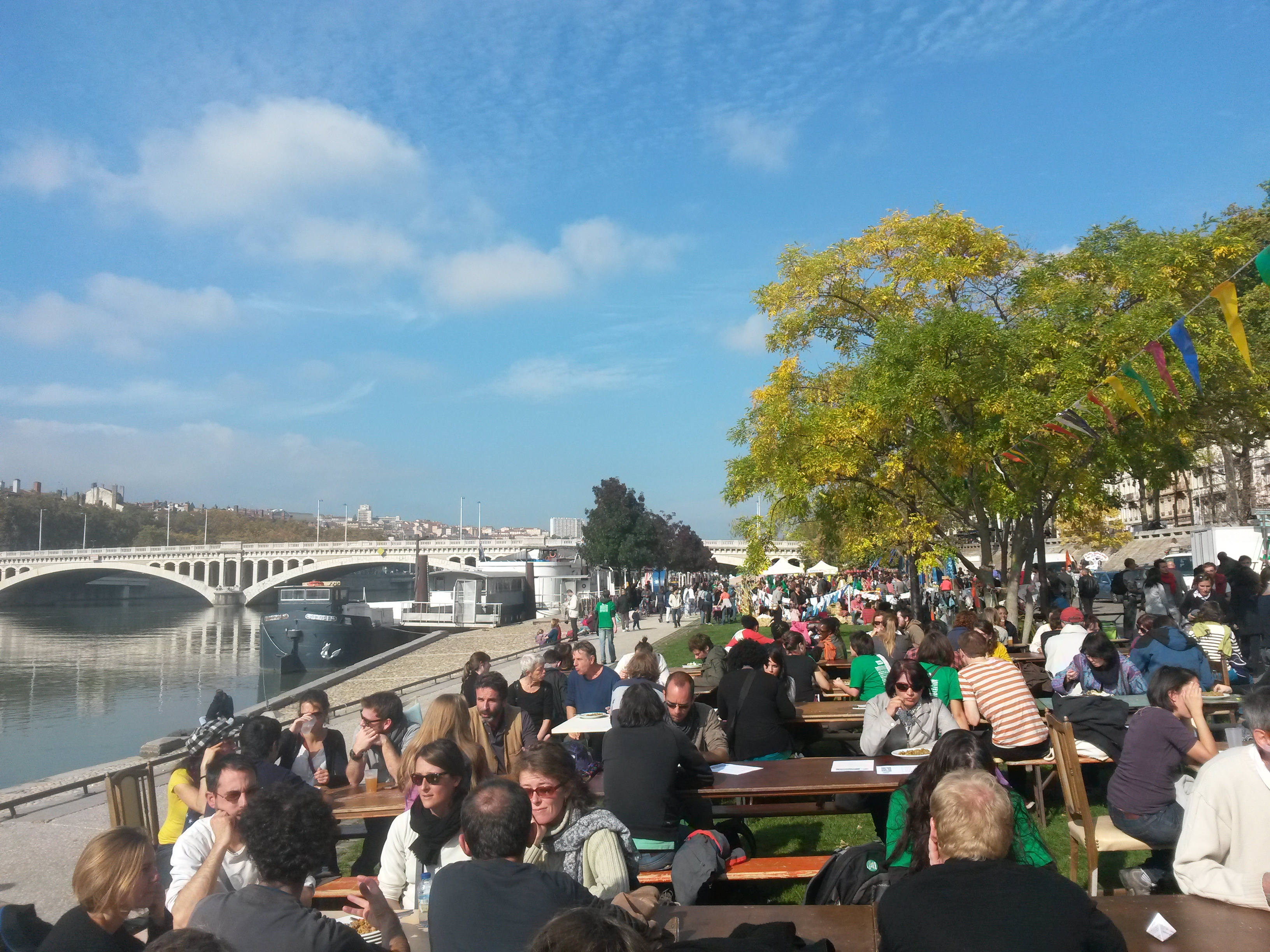
Banquet et Village des Alternatives le long du Rhône.
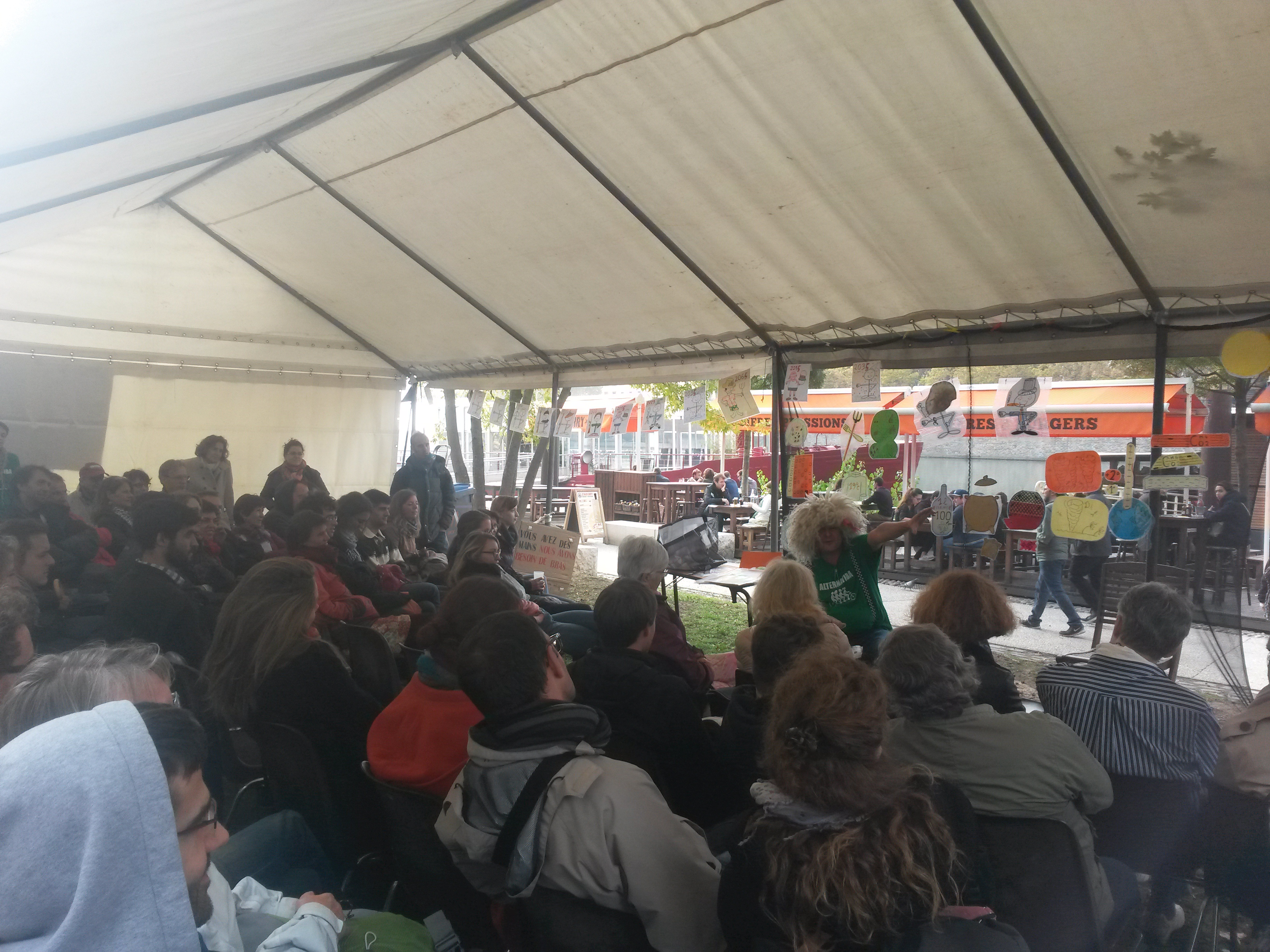
Conférence gesticulée.
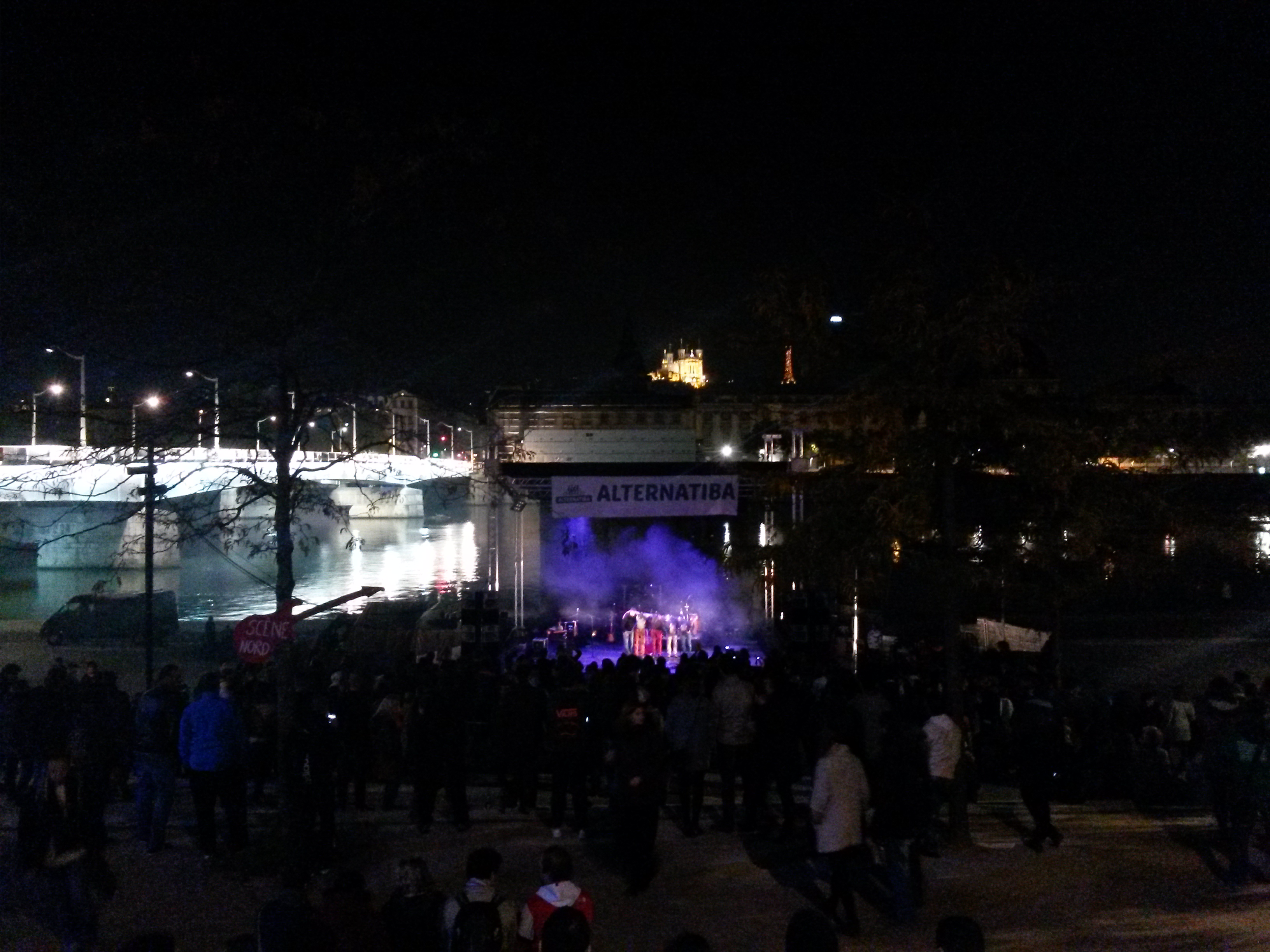
Concert de clôture.

### Tour Alternatiba 2018
Un second Tour Alternatiba débute le 9 juin 2018 de Paris,. Le parcours de 5 800 km en 200 étapes traverse 200 territoires jusqu'au 6 octobre, en passant notamment par Orléans, Lille, Bruxelles, Strasbourg, Lyon, Marseille, Toulouse et arrivant à Bayonne. L'arrivée à Bayonne coïncide avec la parution du rapport spécial du GIEC sur les conséquences d'un réchauffement planétaire de 1,5 °C et célèbre l'ouverture du village des alternatives de Bayonne, qui marque les 5 ans de la dynamique citoyenne. Cette édition est parrainée par le sociologue et philosophe Edgar Morin et l'anthropologue sénégalaise Mariama Diallo. Le village se conclut avec la lecture par deux adolescents d'un manifeste intitulé « Le temps de l'espoir et de l'action ».

### Tour Alternatiba 2024
La troisième édition du Tour Alternatiba a pris son départ depuis Nantes, le samedi 1er juin 2024, après un week-end rythmé par des conférences et des tables rondes consacrées à la transition écologique et sociale. L'événement a rassemblé de nombreux habitants et habitantes du quartier populaire des Dervallières, ainsi que des personnalités engagées telles que la sociologue Monique Pinçon-Charlot, l'avocat Arié Alimi et le militant Cédric Herrou.
Pendant 18 semaines et sur plus de 6 500 kilomètres, une équipe de cyclistes s'est relayée à bord de vélos multiplaces, parcourant plus de 100 étapes à travers la France. Leur périple s’est achevé à Marseille le 4 octobre, à L'Après M, ancien McDonald’s transformé en restaurant solidaire par les habitants et devenu un symbole de reconquête citoyenne. De là, le Tour Alternatiba 2024 s'est terminé avec "La Cité des Possibles", un grand événement populaire organisé tout le week-end sur la Canebière, célébrant les initiatives locales et les alternatives écologiques.
Tout au long du parcours, des actions concrètes de transformation des territoires ont été menées : plantation d’arbres fruitiers à Saint-Lô, mise en place de bacs potagers dans les rues à Dunkerque, inauguration d’un chemin pédestre à Roquestéron, rénovation d’un canal d’irrigation à Lorgues, etc.

## Camp Climat
Les Camps Climat sont des événements de formation et de mobilisation visant à renforcer l'action citoyenne face à l'urgence climatique et sociale. Ils proposent aux participants des ateliers théoriques et pratiques sur des thématiques variées : enjeux du dérèglement climatique, stratégies d'actions non violentes et techniques de blocage, communication militante, gestion des risques juridiques, ... Ces camps se déclinent en deux formats distincts : les camps climat centralisés et les camps climat régionaux.
Entre 2016 et 2019, les Camps Climat centralisés, étaient organisés chaque année en un lieu unique, en partenariat avec ANV-COP21  et Les Amis de la Terre. Ils rassemblaient plusieurs centaines de participants pour des sessions de formation intensives. En 2019, par exemple, plus de 1 000 personnes se sont réunies à Kingersheim, en Alsace, pour suivre 300 sessions axées sur la mobilisation citoyenne et l'action non violente.
À partir de 2020, en raison de la crise sanitaire, une approche décentralisée a été adoptée afin de toucher un public plus large et de renforcer les dynamiques locales. Ces Camps Climat régionaux sont désormais organisés par les groupes locaux du mouvement dans différentes régions. En 2020, 18 camps ont eu lieu à travers la France, réunissant au total 2 400 participants. En 2021, on en dénombrait 17, rassemblant 2 100 militants. Cette décentralisation permet d'adapter les formations aux réalités locales et de faciliter l'engagement citoyen sur le terrain.
En 2025, un retour à un format centralisé est prévu avec un Camp Climat national. Cet événement vise à préparer les participants aux enjeux climatiques locaux et aux stratégies de mobilisation en vue des élections municipales de 2026.

## Alternatives Territoriales
Alternatiba a lancé en 2017 l'initiative Alternatives Territoriales, en collaboration avec Action Non-Violente COP21 (ANV-COP21)  et le  Réseau Action Climat (RAC) . Ce programme vise à accompagner les citoyens et les collectifs locaux dans l'interpellation des élus et la mise en œuvre de politiques publiques ambitieuses en faveur du climat.
L'une des principales initiatives d'Alternatives Territoriales a été l'élaboration du Pacte pour la Transition, un ensemble de 32 mesures concrètes destinées à aider les collectivités locales à accélérer la transition écologique, sociale et démocratique. Ce pacte a été co-construit avec une soixantaine d'organisations, parmi lesquelles des associations écologistes, des acteurs de l'économie sociale et solidaire et des mouvements citoyens, dont le Collectif pour une Transition Citoyenne,. Ces mesures couvrent des thématiques variées, telles que la réduction des émissions de gaz à effet de serre, la justice sociale et la participation citoyenne, afin d'accompagner les collectivités dans la mise en place de politiques durables
À l'occasion des élections municipales de 2020, 969 listes candidates ont pris l'engagement de mettre en place des politiques locales plus respectueuses de l'environnement et plus inclusives. Parmi elles, 288 ont été élues et ont obtenu la majorité au sein de leurs conseils municipaux pour les six années suivantes. Depuis, Alternatiba et ses partenaires assurent un suivi de ces engagements et accompagnent les citoyens dans leur rôle de vigilance et d'interpellation des élus,.

## Engagements politiques
Dans l'entre-deux-tours de l'élection présidentielle française de 2017 qui oppose Marine Le Pen et Emmanuel Macron, Alternatiba appelle dans une tribune avec soixante autres associations à faire barrage à la candidate du Front national.
Une manifestation organisée le 18 juillet 2020, soit quatre ans après la mort d'Adama Traoré, découle de l'appel commun du Comité Adama et Alternatiba. Elodie Nace, porte-parole d'Alternatiba, indique qu'ils partagent les « mêmes combats », à savoir « de renforcer une alliance importante pour la construction d'une écologie populaire, aux côtés des populations en première ligne des injustices et de la pollution ».